# 慈眼寺 (新居浜市)
慈眼寺（じげんじ）は、愛媛県新居浜市西の土居にある曹洞宗の寺院である。滝の宮公園のある金子山の東に隣接している。

## 概要
源平の争乱時に活躍した金子家忠は、その戦功により伊予国新居郷等を与えられた。弘安6年（1283年）頃に家忠の5代子孫の金子頼広が下向して、在地支配を開始。現在に残る慈眼寺の場所に館を築き、山上には詰城として金子城を築城、そして北側の山麓に慈眼寺の前身となる菩提寺を建立した。
応永13年（1406年）には堂宇を再建している。当時の宗派は臨済宗寿福寺派であった。
天正13年（1585年）の豊臣秀吉の四国攻めに際し、伊予金子氏当主の金子元宅は討ち死にを遂げ、寺は戦火に焼かれて焼失した。弟の金子元春は金子城落城後に今治の大雄寺に逃れて自害しようとしたが、住職の宗虎和尚に諫止され、出家して僧となった。元春は修行の後に長源寺（現・福島県いわき市）の卓眼和尚に師事して後、故地である新居郷に戻って、荒れ果てた居館跡に寺院を建立。宗派は曹洞宗で松樹林正法山慈眼寺と号した。
出家した元春は関奄本徹和尚と名乗っており、当時から名僧として知られ、時の女性天皇である明正天皇から綸旨を賜る。後に皇室の紋章である十六葉八重表菊（16弁の菊の御紋）も与えられた。

## 伽藍
- 山門
- 本堂
- 鐘楼：腰袴形式
- 慈雲閣・光輪閣：位牌堂
- 大広間：庭園が臨める
- 地蔵堂：墓所の入口にあり大きな木肌の地蔵菩薩坐像を祀る
- 五輪塔群：本堂背後に江戸時代初期の墓石が並び大きな五輪塔２基、金子村位牌堂が並ぶ。
- 金子氏墓所：本堂背後の赤い手すりの石段を上り詰めると戦国時代の兄弟の元宅（討ち死）と元春（当寺中興祖）の碑がある。
- 白山妙理大権現社：当山鎮守、境内の一番高い所にあり、白山妙理大権現・春日大明神・稲荷大明神を祀る
- 西国三十三所の写し霊場：昭和60年に天正陣400年を記念し復興され裏山一帯にある
- 金子山古墳：直径25m高さ4.7mの円墳で竪穴式石室があり五世紀後半のものと推定されていて1983年1月に新居浜市指定史跡、副葬品の後画文帯六神四獣鏡・金銅製長鎖付耳飾は県文化財に1988年4月19日指定されている。

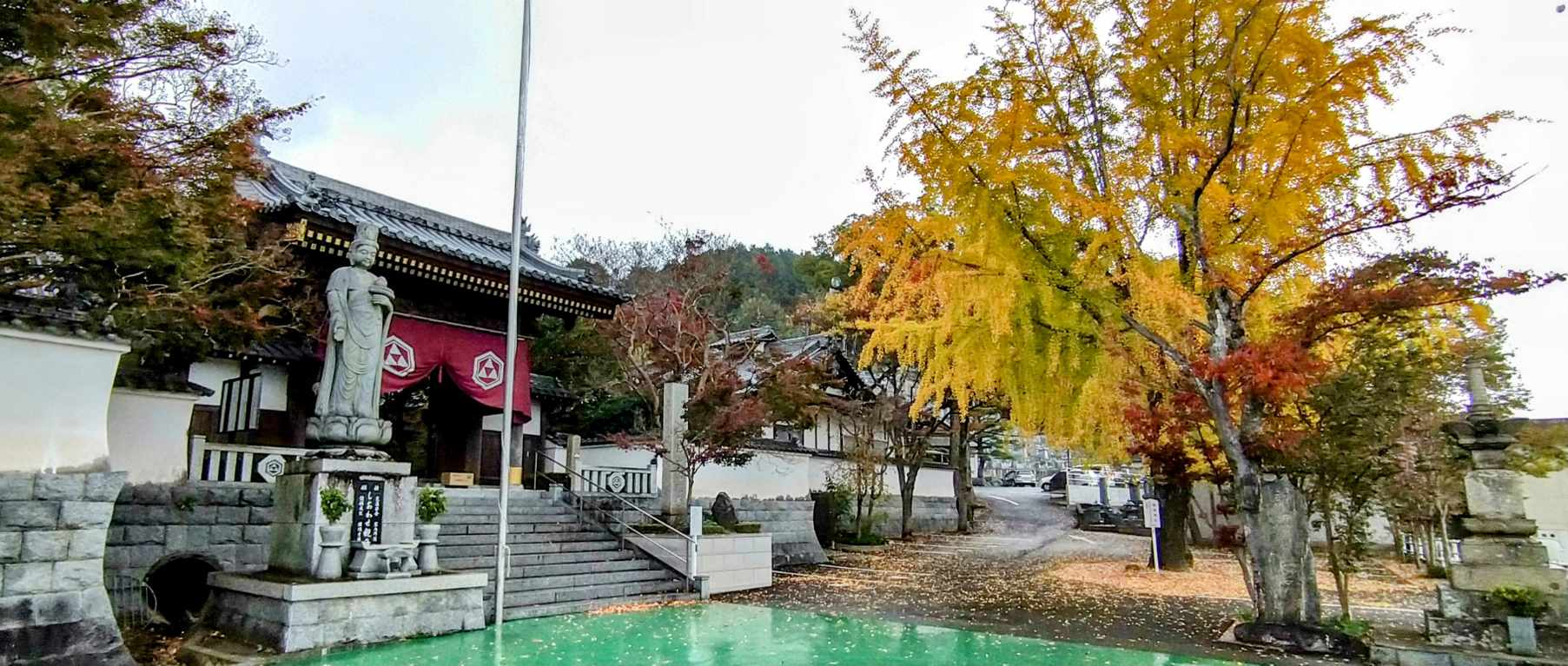
山門付近
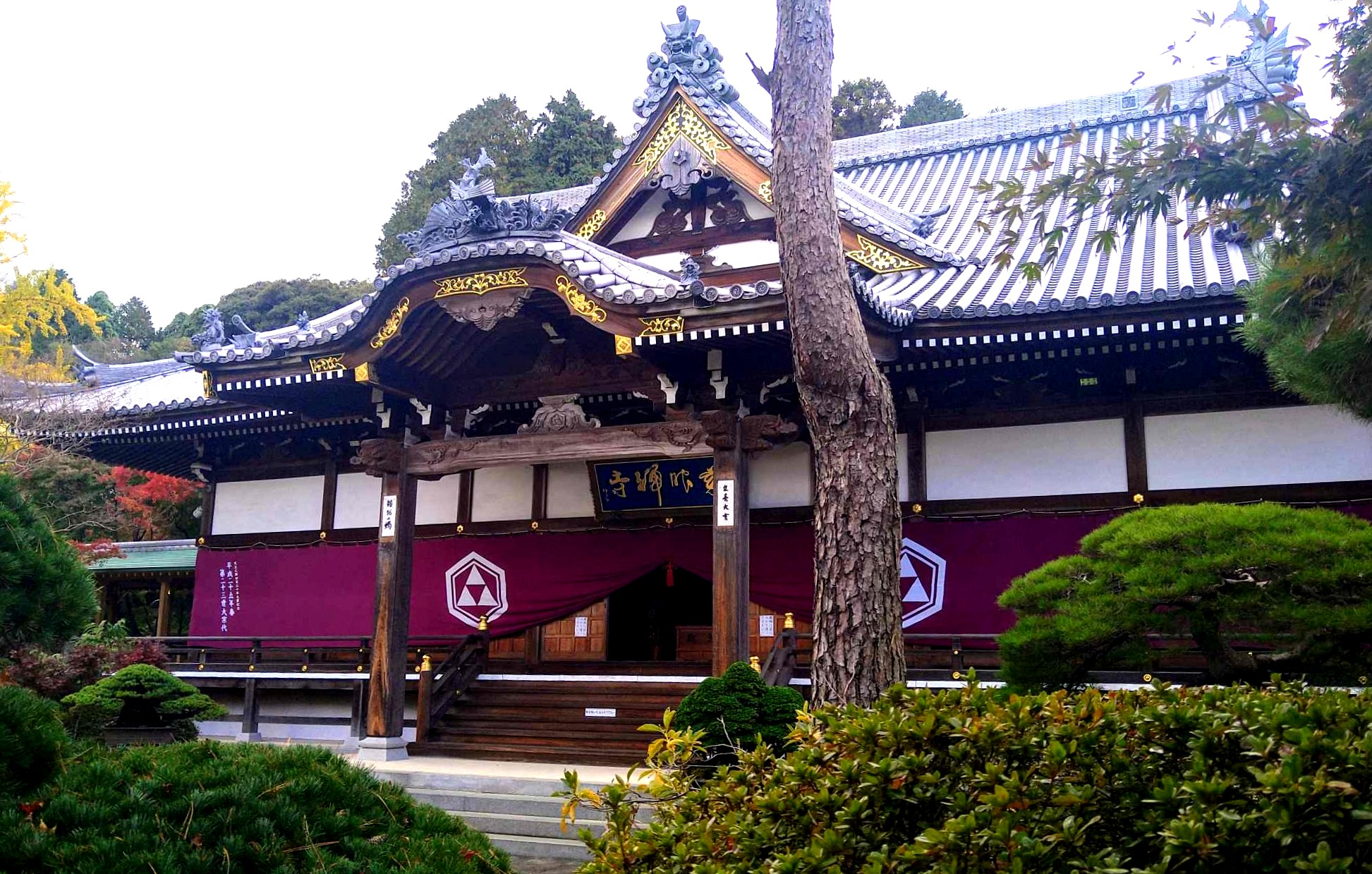
本堂
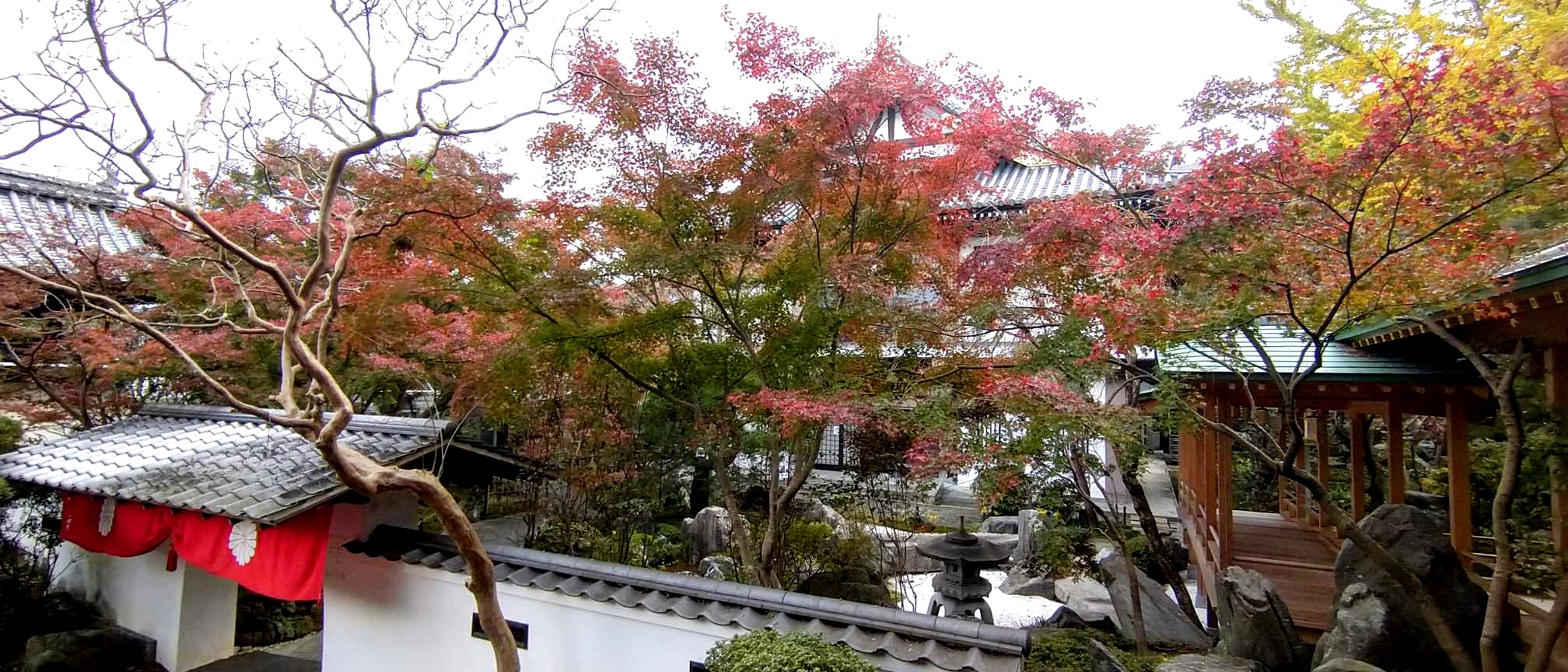
慈雲閣
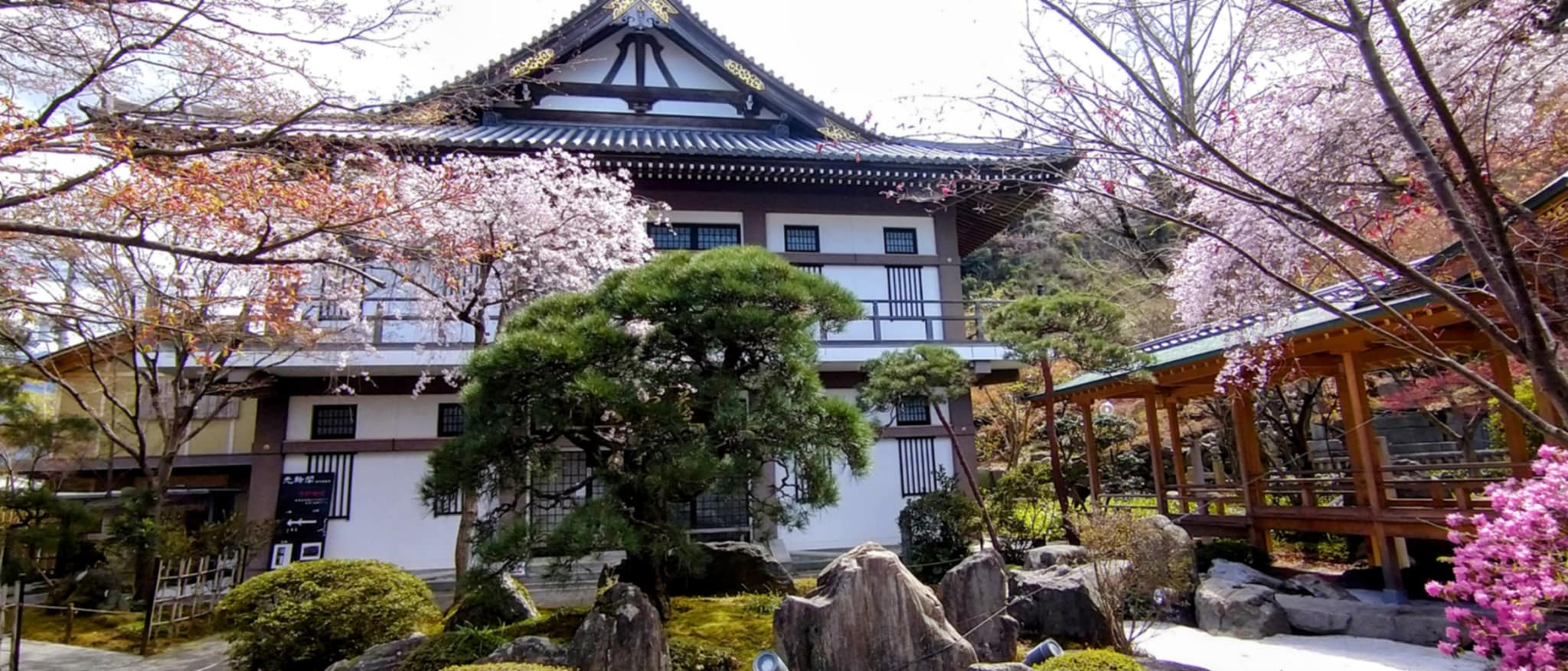
慈雲閣の春
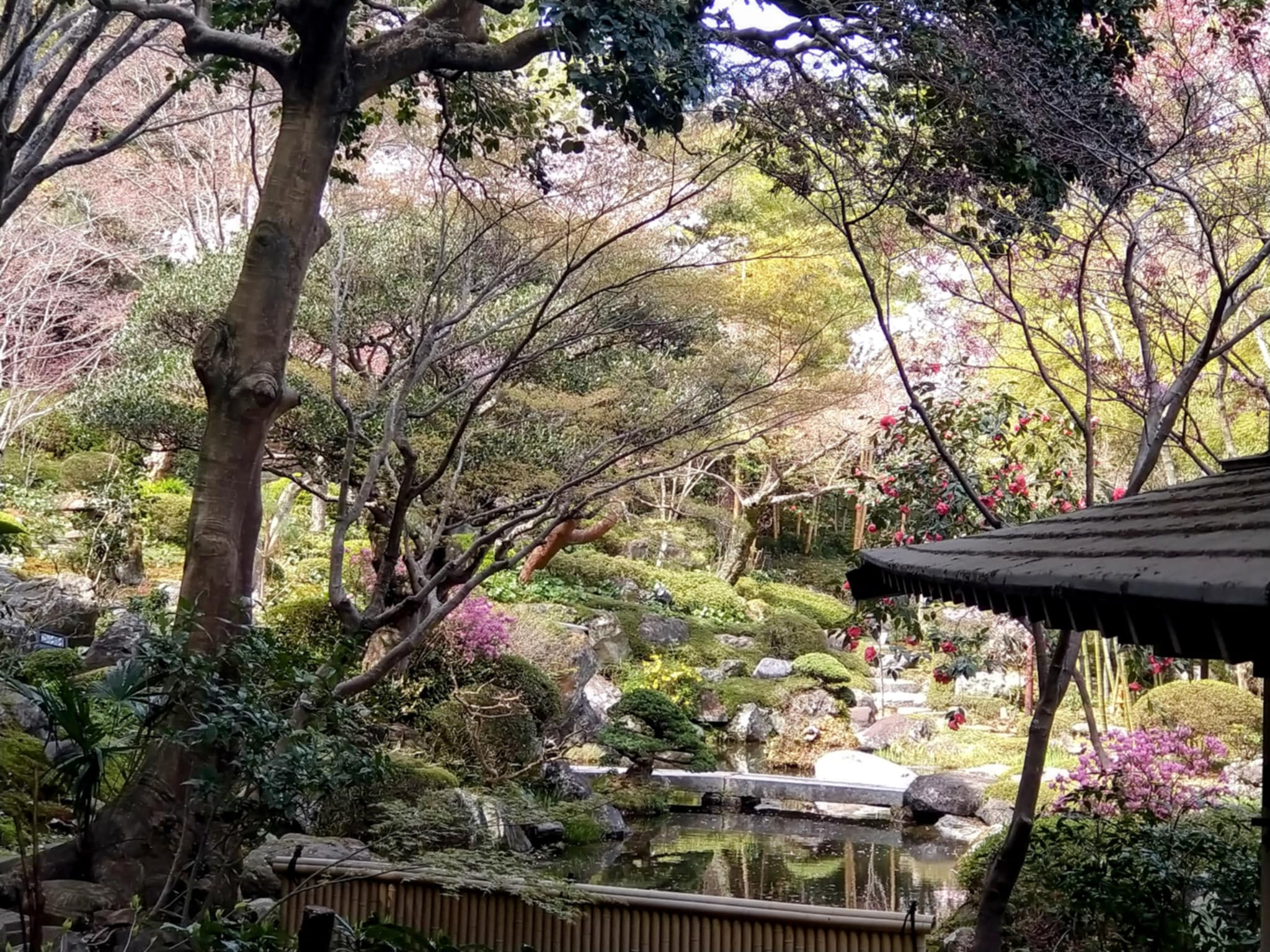
庭園の春
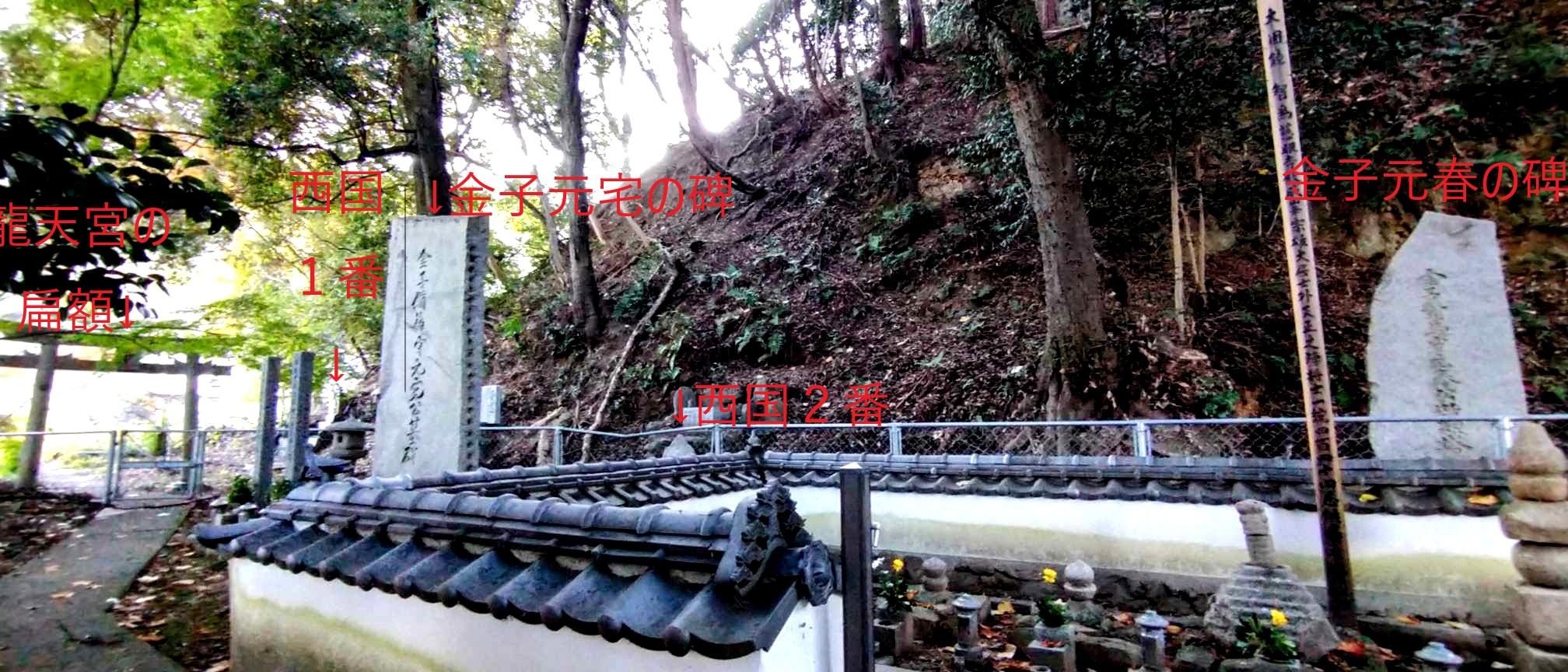
金子氏墓所
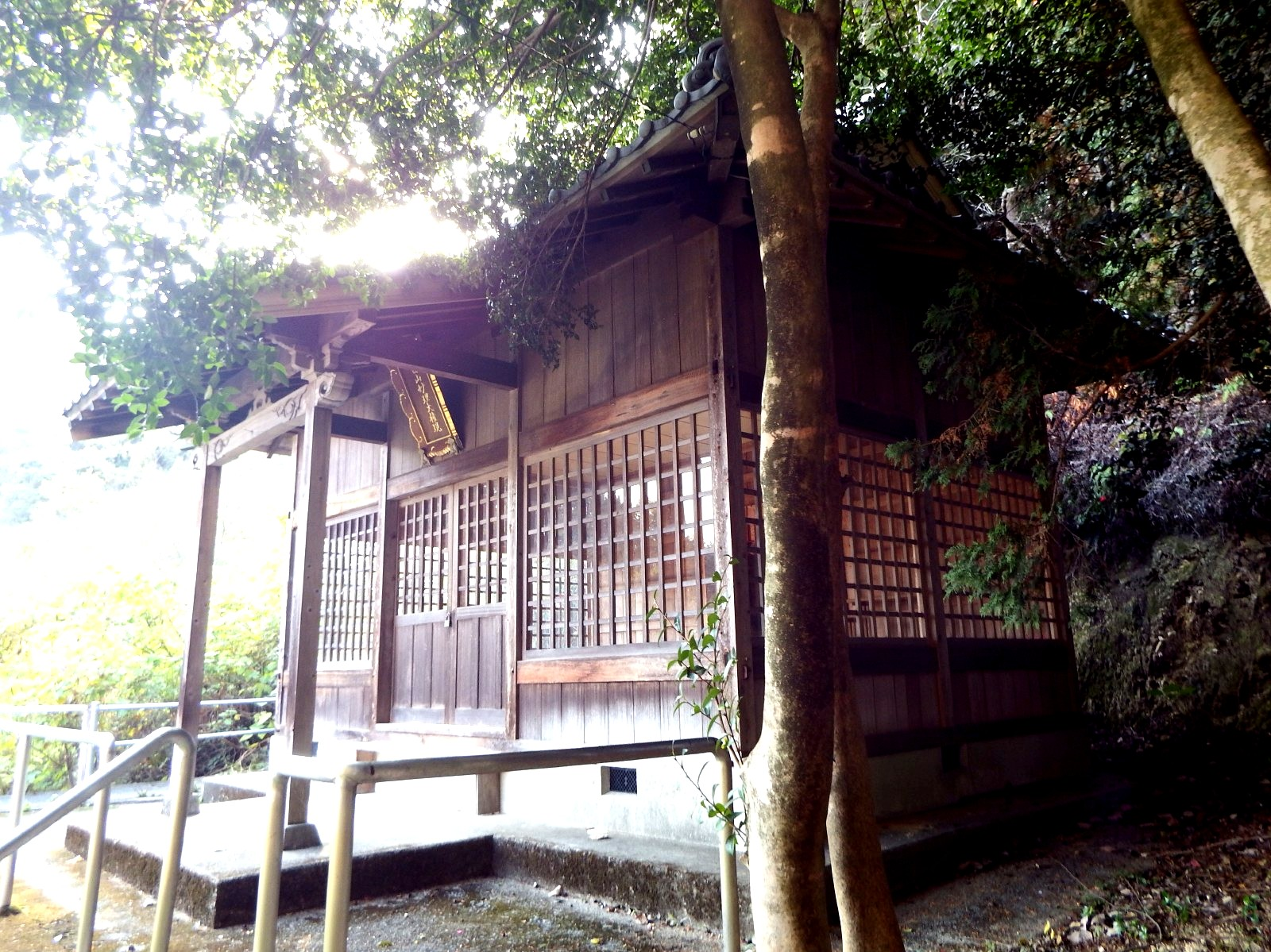
白山妙理大権現社
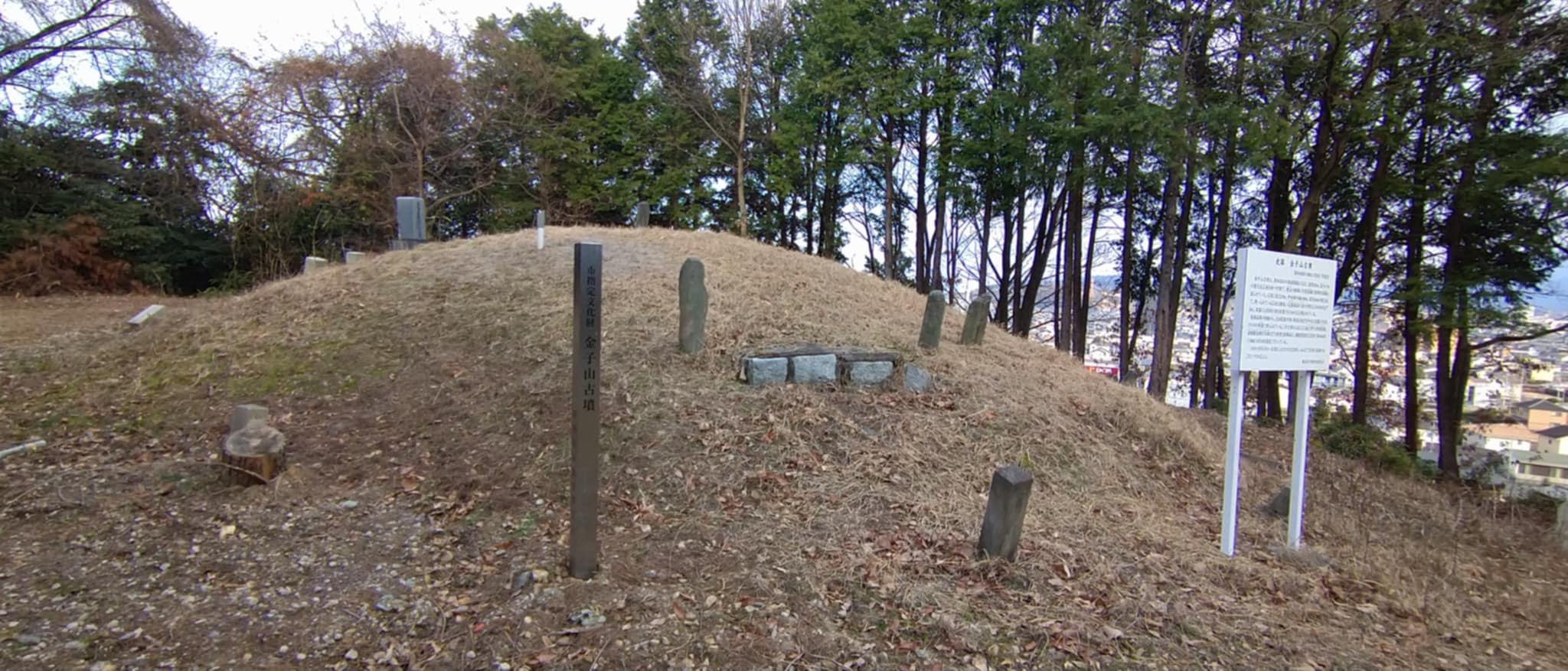
金子山古墳

## 行事
春と秋の一定期間に一般公開され、本堂内覧、庭園散策可能。有料300円　追加料金で、抹茶・ぜんざいセットあり。
（2024年秋の場合11/22～12/4、9時から17時、土日祭は夜間ライトアップ20時半まで）

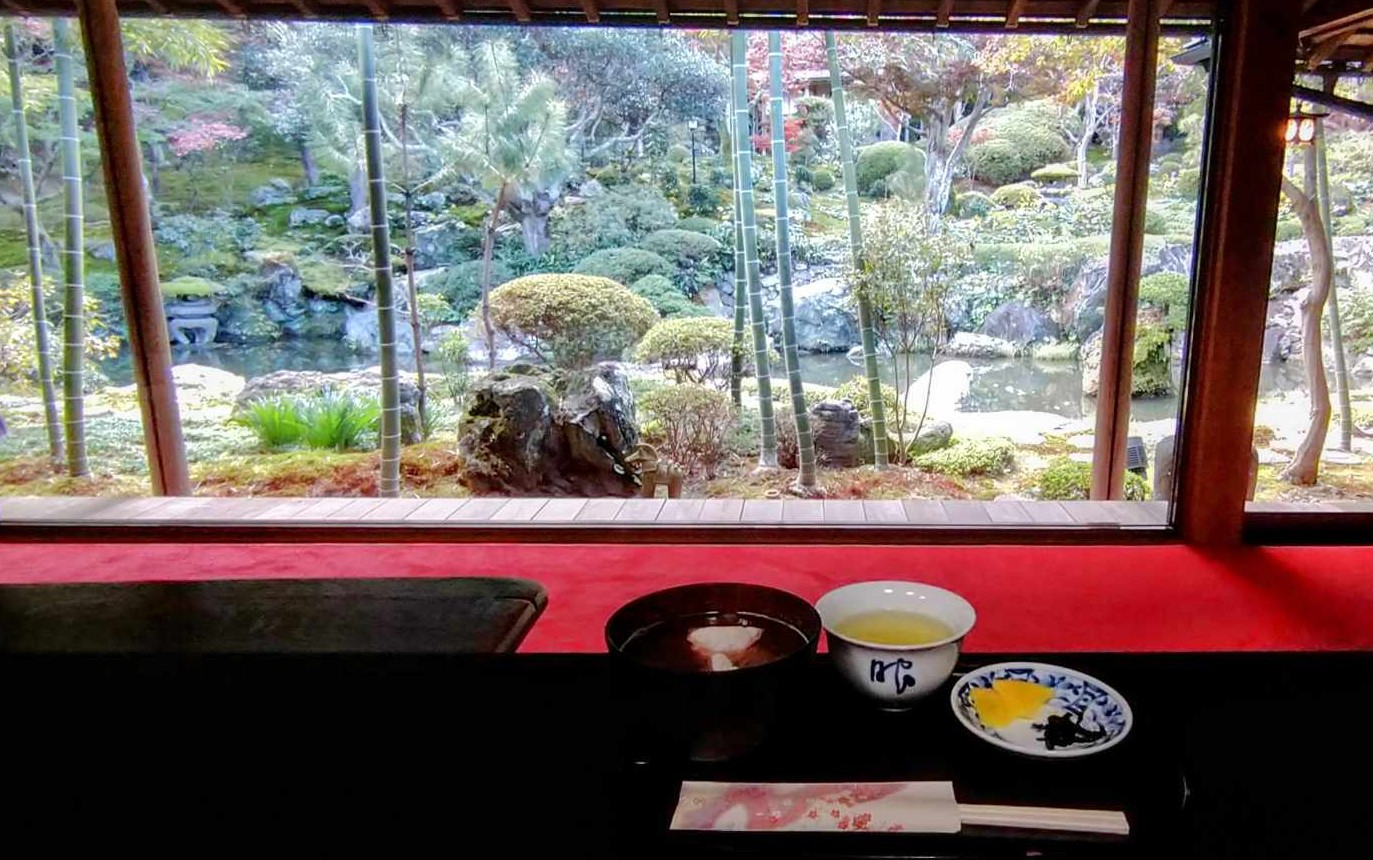
大広間から庭園を臨む
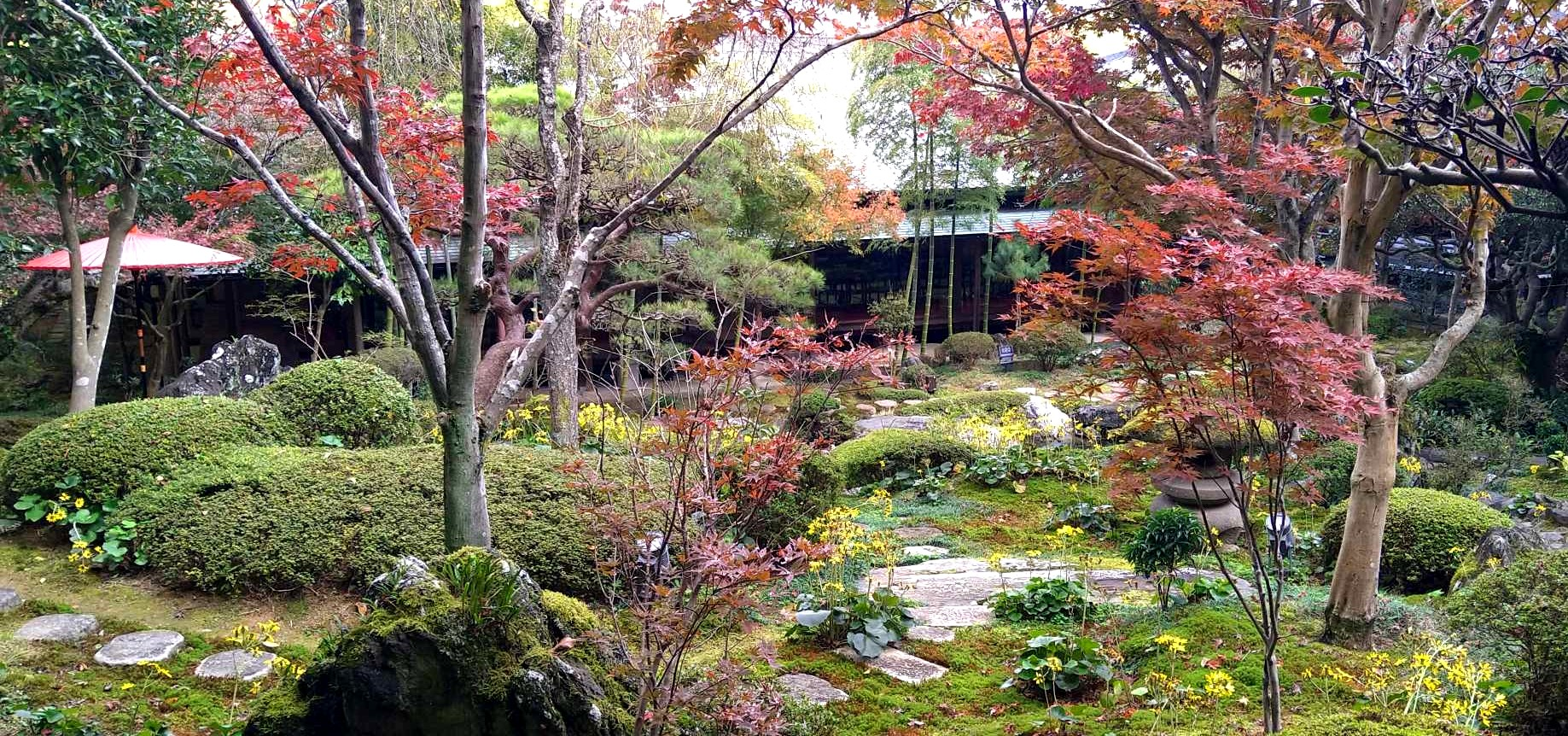
庭園
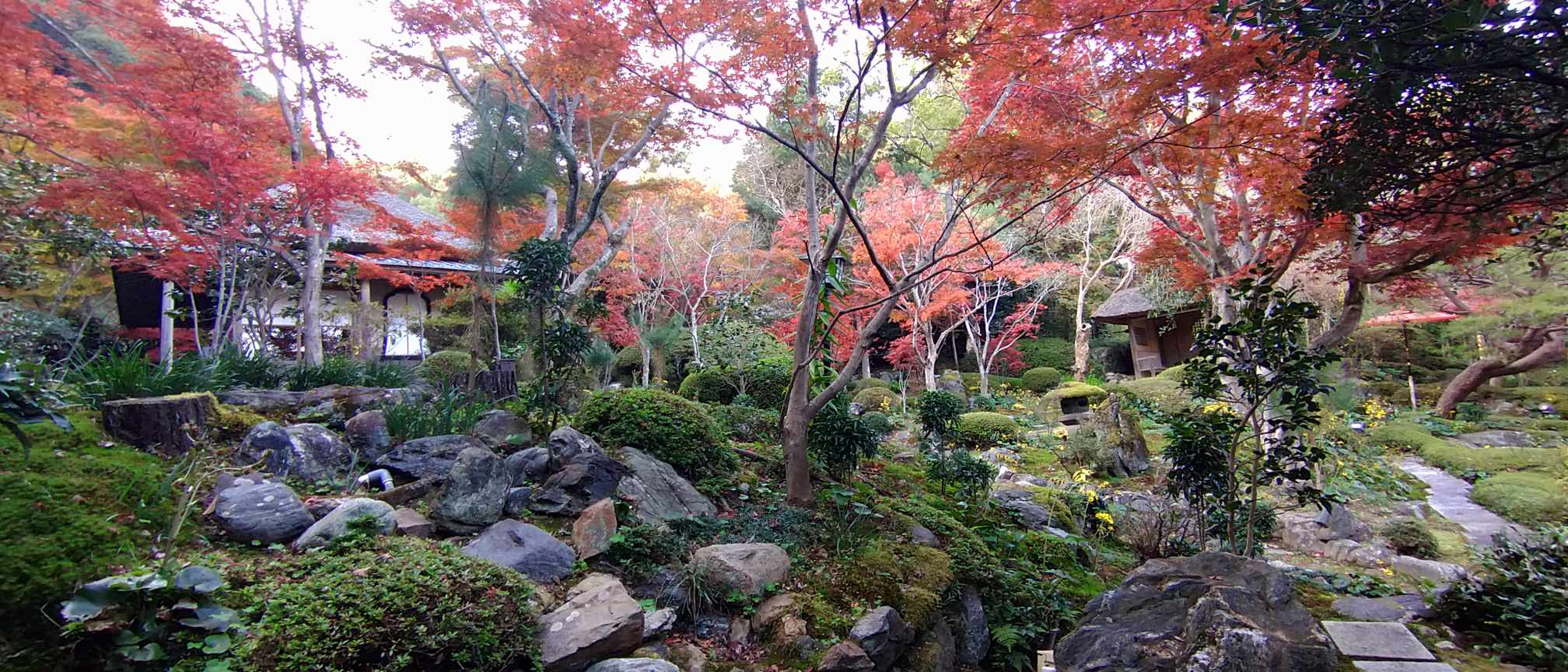
茶室（左）と休憩所
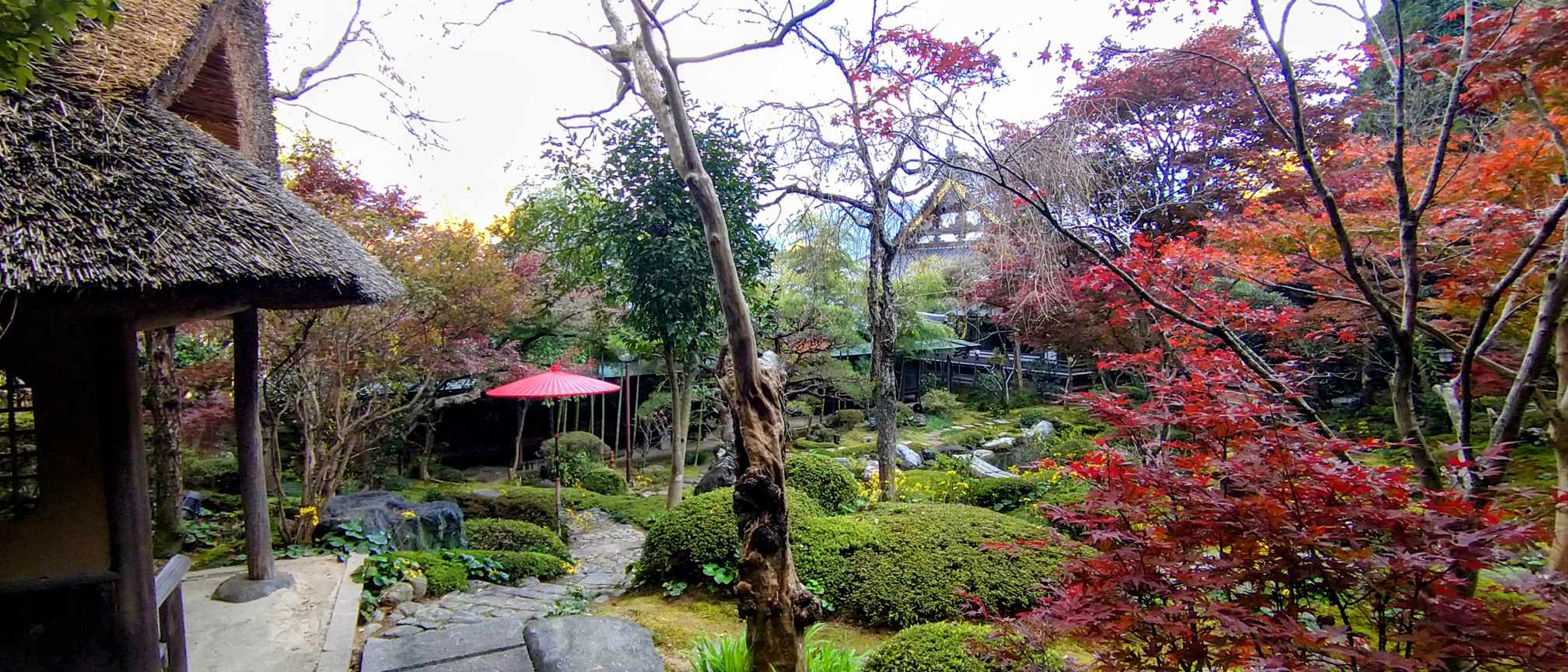
庭園
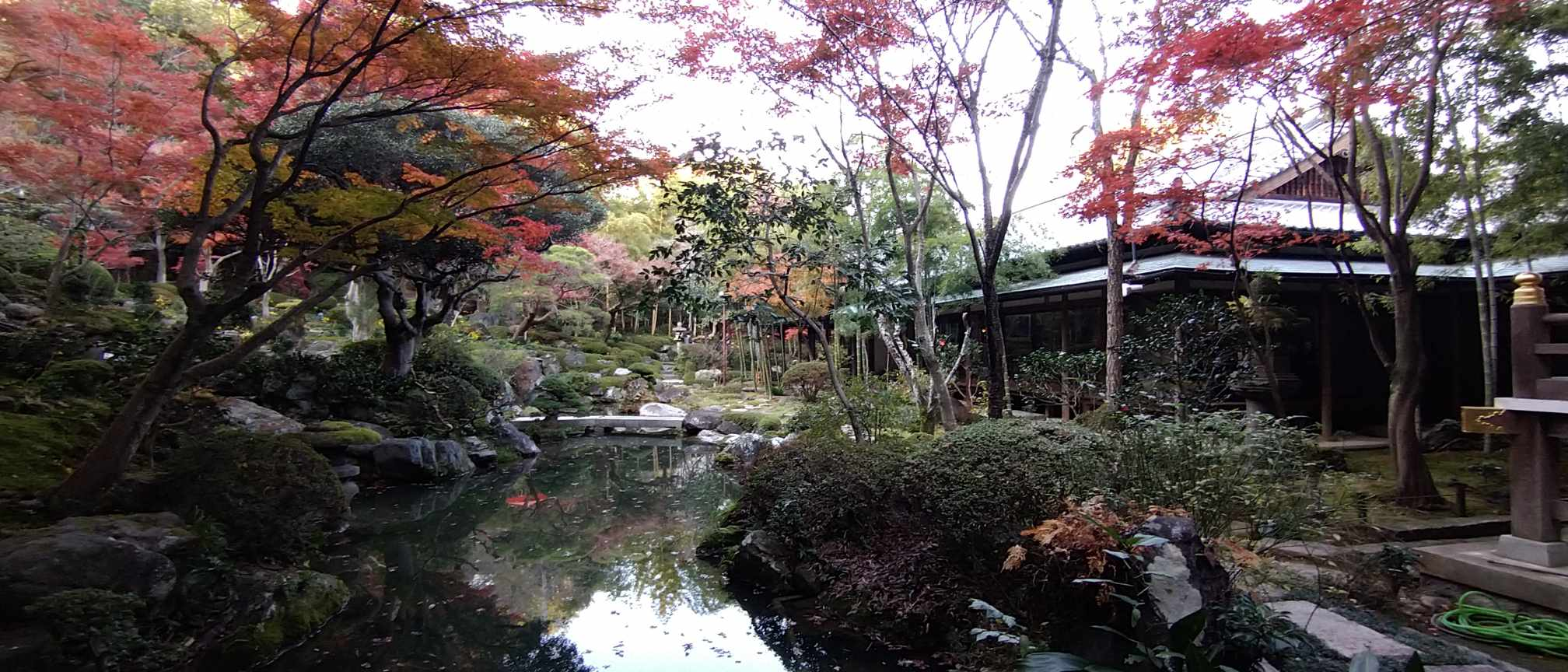
庭園
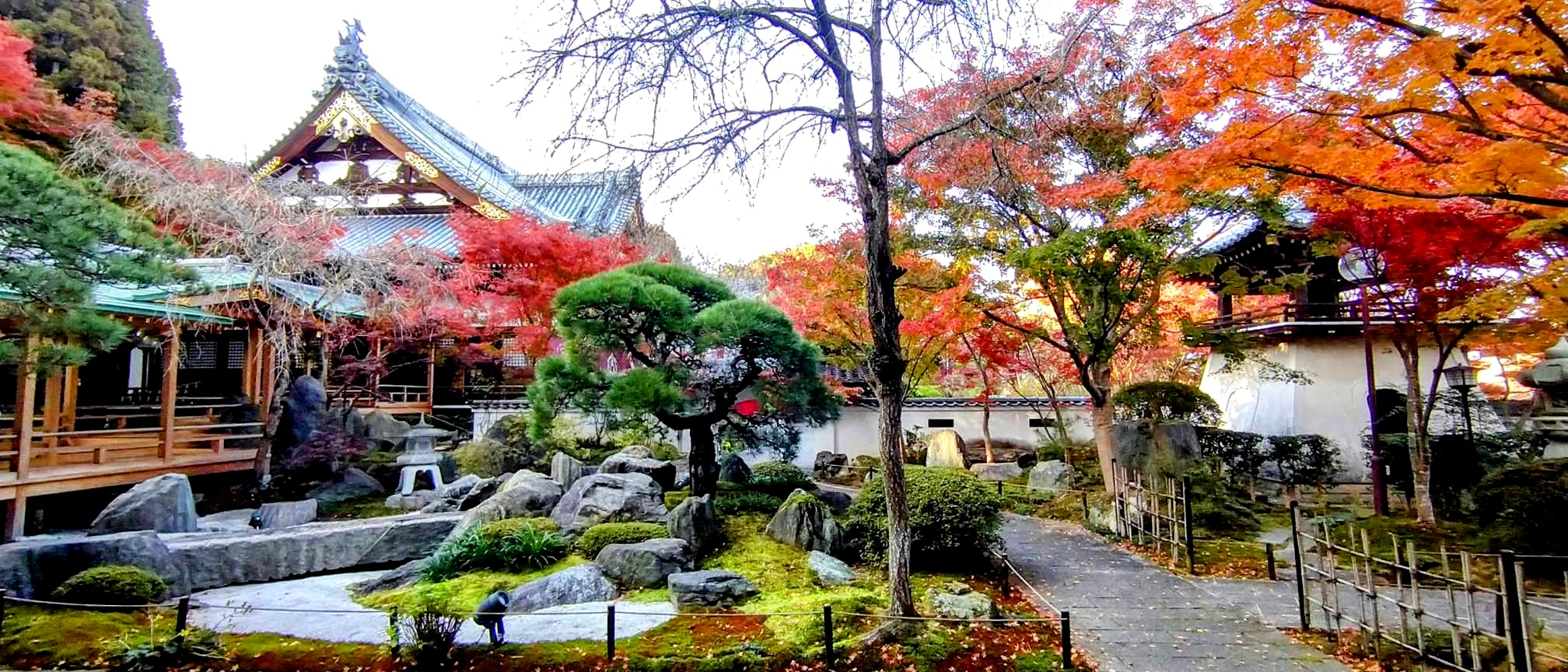
慈雲閣の中